# Roquépine
Pour les articles homonymes, voir Roquépine (homonymie).
Roquépine est une jument de course trotteur français née le 8 avril 1961 à Beuzeville-la-Bastille et morte le 18 décembre 1975 dans la même commune, qui participait aux courses de trot attelé.

## Naissance et élevage
Roquépine nait le  8 avril 1961 chez son propriétaire, Henri Levesque. La jument est issue des classiques Atus II et Jalna IV. Elle doit son nom à la rue Roquépine à Paris, dans laquelle passa Mme Levesque — qui lui cherchait un nom — lors de son trajet pour l'inscription des nouveaux poulains de l'écurie à la SECF.

## Carrière de courses
Cette jument figure parmi les meilleures juments françaises de tous les temps, aux côtés d'Uranie (son arrière-grand-mère), Gélinotte, Ozo et Une de Mai notamment. Entraînée par son propriétaire Henri Levesque, elle était menée en course par ce dernier puis par Jean-René Gougeon.
Le palmarès de Roquépine compte parmi les plus prestigieux dans l'histoire du trot mondial : trois Prix d'Amérique (1966/67/68), deux International Trot (1967/68), deux Elitloppet (1966/67), deux éditions du Grand Circuit européen (1967/68) et de nombreux classiques en France et dans toute l'Europe - Roquépine était assurément le meilleur cheval de la planète au mitan des années 60. Âgée de 5 ans, elle réussit l'exploit unique (et parfaitement inimaginable aujourd'hui) de remporter le Prix d'Europe et le Prix Jockey à 48 heures d'intervalle.

### Principales victoires
France
- Prix d'Amérique (1966, 1967, 1968)
- Critérium des 4 ans (1965)
- Critérium continental (1965)
- Critérium des 5 ans (1966)
- Prix de l'Étoile (1966)
- Grand Critérium de vitesse de la Côte d'Azur (1967, 1968)
- Prix de l'Atlantique (1967, 1968)
- Prix Octave Douesnel (1965)
- Prix Guy le Gonidec (1965)
- Prix Marcel Laurent (1965)
- Prix Doynel de Saint-Quentin (1966)
- Prix Roederer (1966)
- Prix Jockey (1966)
- Prix de Bourgogne (1967)
- Prix d’Europe (1966)

 Suède
- Elitloppet (1966, 1967)

 Italie
- Grand Prix de la Loterie (1967)
- Grand Prix des Nations (1966, 1968)
- Grand Prix de la Côte d'Azur (1967)
- Grand Prix de la Foire Internationale de Milan (1967, 1968)
- Grand Prix de la Flèche d’Europe (1967, 1968)
- Grand Prix du Lido di Roma (1968)
- Grand Prix de la Victoire (1968)
- Grand Prix de Rome (1968)

 Allemagne
- Grosser Preis von Bild

 Danemark
- Copenhagen Cup (1966)

 États-Unis
- International Trot (1967, 1968)
- United Nation Trot (1966)

 UET
- Grand Circuit européen (1967, 1968)

## Au haras
À l'issue de sa carrière de courses, Roquépine devient une poulinière exceptionnelle, bien qu'elle n'eut le temps de ne produire que quatre poulains. En 1970, elle est envoyée deux années de suite aux États-Unis pour être saillie par deux des plus grands étalons américains. De son union avec Star's Pride nait, en 1971, Florestan, appelé à devenir l'un des étalons français les plus influents de la fin du XXe siècle. L'année suivante, elle donne Granit, lui aussi un étalon de premier plan. Les deux pouliches qu'elle aura par la suite avec les chefs de race Kerjacques (la championne Hague) et Fandango (Île Marie), vont elles aussi tracer au haras. 
Roquépine meurt dans la nuit du 17 au 18 décembre 1975 au haras de Beuzeville-la-Bastille (Manche) des suites d'une hémorragie provoquée par l'avortement imprévu d'un produit de Kerjacques,. Une course de groupe 2, le Prix Roquépine, lui rend hommage chaque année à Vincennes.

## Origines
| Origines de Roquépine, 1961, femelle, bai . | Origines de Roquépine, 1961, femelle, bai . | Origines de Roquépine, 1961, femelle, bai . | Origines de Roquépine, 1961, femelle, bai . |
| ------------------------------------------- | ------------------------------------------- | ------------------------------------------- | ------------------------------------------- |
| Père Atus II                                | Hernani III                                 | Ontario                                     | Bémécourt                                   |
| Père Atus II                                | Hernani III                                 | Ontario                                     | Épingle                                     |
| Père Atus II                                | Hernani III                                 | Odessa                                      | Faucon II                                   |
| Père Atus II                                | Hernani III                                 | Odessa                                      | Ténébreuse                                  |
| Père Atus II                                | Juignettes                                  | Cormontreuil                                | Quarteron                                   |
| Père Atus II                                | Juignettes                                  | Cormontreuil                                | Oriflamme                                   |
| Père Atus II                                | Juignettes                                  | Quarantaine                                 | Kalmouk                                     |
| Père Atus II                                | Juignettes                                  | Quarantaine                                 | Une Divorcée                                |
| Mère Jalna IV                               | Kairos                                      | The Great McKinney                          | Arion McKinney                              |
| Mère Jalna IV                               | Kairos                                      | The Great McKinney                          | Virginia Dangler                            |
| Mère Jalna IV                               | Kairos                                      | Uranie                                      | Intermède                                   |
| Mère Jalna IV                               | Kairos                                      | Uranie                                      | Pastourelle                                 |
| Mère Jalna IV                               | Sa Bourbonnaise                             | Karoly II                                   | Trianon                                     |
| Mère Jalna IV                               | Sa Bourbonnaise                             | Karoly II                                   | Braila                                      |
| Mère Jalna IV                               | Sa Bourbonnaise                             | Bérésina II                                 | Nenni                                       |
| Mère Jalna IV                               | Sa Bourbonnaise                             | Bérésina II                                 | Palatine                                    |